# Challenger de Sarajevo

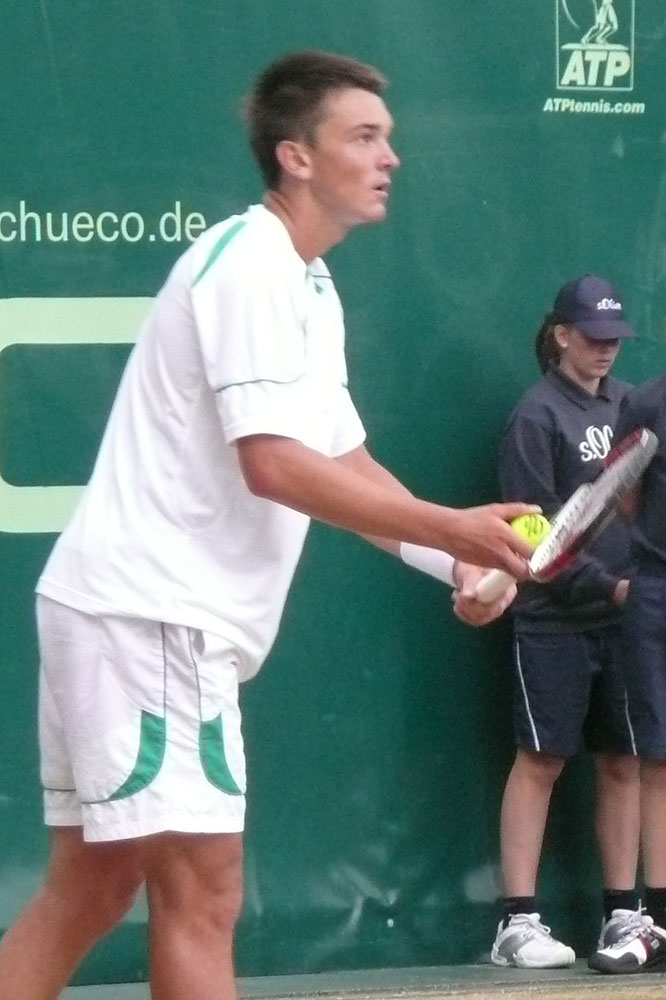
el alemán Andreas Beck ganador del torneo en las ediciones 2006 y 2008

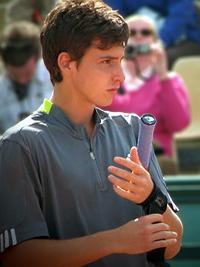
El letón Ernests Gulbis ganador en individuales y en dobles en la edición 2007

EL BH Telecom Indoors es un torneo profesional de tenis. Pertenece al ATP Challenger Series. Se juega desde el año 2003 sobre pistas duras, en Sarajevo, Bosnia y Herzegovina.

## Palmarés

### Individuales
| Año  | Campeón                | Finalista              | Resultado              |
| ---- | ---------------------- | ---------------------- | ---------------------- |
| 2013 | Adrian Mannarino       | Dustin Brown           | 7–6(3), 7–6(2)         |
| 2012 | Jan Hernych            | Jan Mertl              | 6–3, 3–6, 7–6(5)       |
| 2011 | Amer Delić             | Karol Beck             | walkover               |
| 2010 | Édouard Roger-Vasselin | Karol Beck             | 6–7(5), 6–3, 1–0, ret. |
| 2009 | Ivan Dodig             | Dominik Meffert        | 6-4, 6-3               |
| 2008 | Andreas Beck           | Alexander Peya         | 6-3, 7-6(8)            |
| 2007 | Ernests Gulbis         | Jan Mertl              | 4-6, 6-4, 7-6(2)       |
| 2006 | Andreas Beck           | Andreas Vinciguerra    | 2-6, 7-6(1), 7-6(6)    |
| 2005 | Vladimir Voltchkov     | Michal Mertiňák        | 7-6(1), 6-3            |
| 2004 | Gilles Elseneer        | Dennis van Scheppingen | 7-6(5), 6-3            |
| 2003 | Richard Gasquet        | Dick Norman            | 6-1, 7-6(7)            |

### Dobles
| Año  | Campeones                            | Finalistas                    | Resultado              |
| ---- | ------------------------------------ | ----------------------------- | ---------------------- |
| 2013 | Mirza Bašić Tomislav Brkić           | Karol Beck Igor Zelenay       | 6–3, 7–5               |
| 2012 | Dustin Brown Jonathan Marray         | Michal Mertiňák Igor Zelenay  | 7–6(7), 2–6, [11–9]    |
| 2011 | Jamie Delgado Jonathan Marray        | Yves Allegro Andreas Beck     | 7–6(4), 6–2            |
| 2010 | Nicolas Mahut Édouard Roger-Vasselin | Ivan Dodig Lukáš Rosol        | 7–6(6), 6–7(7), [10–5] |
| 2009 | Konstantin Kravchuk Dawid Olejniczak | James Auckland Rogier Wassen  | 6–2, 3–6, 10–7         |
| 2008 | Johan Brunström Frederik Nielsen     | Alexander Peya Lovro Zovko    | 6–4, 7–6(4)            |
| 2007 | Ernests Gulbis Deniss Pavlovs        | Jan Mertl Lukáš Rosol         | 6–4, 6–3               |
| 2006 | Ilija Bozoljac Viktor Troicki        | Alexander Peya Lars Üebel     | 6–3, 6–4               |
| 2005 | Michal Mertiňák Sergiy Stakhovsky    | Lukáš Dlouhý Jan Vacek        | 6–7(8), 6–2, 6–2       |
| 2004 | Jaroslav Levinský Alexander Waske    | Tuomas Ketola Johan Landsberg | 6–4, 6–1               |
| 2003 | Tomáš Berdych Jaroslav Levinský      | Simon Aspelin Johan Landsberg | 1–6, 7–6(6), 6–4       |